# Pachygenelus
Pachygenelus è un genere estinto di terapsidi, appartenente ai cinodonti. Visse tra il Triassico superiore e il Giurassico inferiore (Retico - Hettangiano, circa 202 - 197 milioni di anni fa) e i suoi resti fossili sono stati ritrovati in Sudafrica e in Nordamerica. 

## Descrizione
Questo animale era di piccole dimensioni, e la lunghezza totale non doveva superare i 50 centimetri. Pachygenelus possedeva una particolare struttura dell'articolazione della mandibola alla mascella, assai simile a quella dei mammiferi: questo animale possedeva sia un'articolazione tra articolare e quadrato sia un'articolazione tra dentale e squamoso. I mammiferi possiedono solo quest'ultima, mentre i tipici rettili possiedono la prima. Le fauci di Pachygenelus possono quindi essere viste come una sorta di transizione tra le due. La fila dei denti superiori si occludeva quasi perfettamente con quella inferiore, anche se in misura minore rispetto ai mammiferi. Un'altra caratteristica di Pachygenelus condivisa con i mammiferi era la presenza di smalto prismatico, ovvero smalto dentario disposto in prismi rinforzati (Wood et al., 1999). Le superfici di usura sono presenti sui lati interni e superiori dei postcanini inferiori, e sono viste come una prova di occlusione. Nonostante i numerosi adattamenti derivati presenti nella dentatura, sembra che i denti di Pachygenelus fossero i meno specializzati tra quelli di tutti gli animali simili (triteledontidi) (Gow, 1980).

## Classificazione
Il genere Pachygenelus venne descritto per la prima volta nel 1913, sulla base di una mandibola parziale ritrovata in Sudafrica, nella zona di Burgersdorp, in strati risalenti al Giurassico inferiore (Hettangiano). La specie tipo è Pachygenelus monus. Un'altra specie attribuita allo stesso genere, rinvenuta nel gruppo Dockum in Texas e nota solo attraverso alcuni denti, è P. milleri (Chatterjee, 1983), risalente al Retico (Triassico superiore). Questa specie sembrerebbe essere distinta dalla specie tipo a causa di una cuspide accessoria sui postcanini inferiori. Altri fossili attribuiti a Pachygenelus sono stati ritrovati in strati del Giurassico inferiore in Nuova Scozia (Shubin et al., 1991). 
Pachygenelus è considerato uno stretto parente dei mammiferi veri e propri, sulla base delle caratteristiche della mascella e della mandibola e della dentatura. La famiglia a cui è ascritto, i triteledontidi, comprende una serie di piccole forme vissute tra il Triassico superiore e il Giurassico inferiore. L'uso della famiglia Tritheledontidae per includere Pachygenelus e altri animali simili è stato messo in discussione, ed è stato suggerito che il solo genere Tritheledon sia ascrivibile alla famiglia. Gli autori dello studio hanno suggerito l'istituzione di una nuova famiglia (Pachygenelidae) per tutte le altre forme (Bonaparte et al., 2001).